# 吕皓钧
吕皓钧（英語：Eric H. Lui），美国围棋协会二段棋手。
2011年夺得世界业余围棋锦标赛季军，是美国队在该项赛事的最好成绩。
2013年在第18届三星车险杯双败淘汰32强战G组中负于小松英树和李世石。
2015年获得国务总理杯世界业余围棋锦标赛第四名。在第二届“MLILY梦百合杯”世界围棋公开赛中负于卞相壹。
2016年7月9日与余瑾搭档在世界混双围棋最强战上战胜Taechaamnuayvit和Aroon，同年在第8届應氏杯世界職業圍棋錦標賽上负于羽根直树。同年在2016国际智力运动联盟智力运动精英赛男子团体赛上战胜伊利亚·什克辛，负于金志锡、林士勋、时越和芝野虎丸。
2018年在第12届春兰杯世界职业围棋锦标赛上负于帕沃尔·利兹，同年在第一届“天府杯”世界围棋职业锦标赛上负于连笑。
代表北美参加2019国际智力运动联盟世界大师锦标赛(负于本木克弥、许皓鋐、帕沃尔·利兹、辜梓豪和李志贤，与林雪芬搭档参加混双负于伊利亚/娜塔莉亚)。同年在Transatlantic Professional Go Team Championship上战胜三位欧洲职业棋手Mateusz Surma、帕沃尔·利兹（Pavol Lisy）和Ali Jabarin后负于Artem Kachanovskyi。